# Wrightoporia ochrocrocea
Wrightoporia ochrocrocea är en svampart som först beskrevs av Henn. & E. Nyman, och fick sitt nu gällande namn av A. David & Rajchenb. 1987. Wrightoporia ochrocrocea ingår i släktet Wrightoporia och familjen Bondarzewiaceae.   Inga underarter finns listade i Catalogue of Life.